# El Peralejo
El Peralejo es una localidad española del municipio de El Castillo de las Guardas, perteneciente a la provincia de Sevilla, en la comunidad autónoma de Andalucía.

## Historia
Hacia mediados del siglo XIX, el lugar, ya por entonces perteneciente al Castillo de las Guardas, tenía contabilizada una población de 49 habitantes. La localidad aparece descrita en el decimosegundo volumen del Diccionario geográfico-estadístico-histórico de España y sus posesiones de Ultramar de Pascual Madoz de la siguiente manera:

PERALEJO: ald. ó caserío agregado al ayunt. del Castillo de las Guardas, de donde dista 1 1/2 leg. ál O. en la prov., y dióc. de Sevilla (9 1/2 leg.), part. jud de Sanlucar la Mayor (9 1/2). Tiene 16 casas, 13 vec., 49 alm.: sus tierras calmas son de inferior calidad, y el monte está poblado de encinas. prod.: trigo, cebada y centeno; alguna caza de conejos y perdices, y sus caminos son veredas difíciles: riqueza y contr.: con el ayuntamiento.
(Madoz, 1849, p. 800)

En 2022, tenía empadronados 18 habitantes.